# Christoph Fenninger
Christoph Fenninger (* 12. Mai 1995 in Traunstein) ist ein deutscher Fußballspieler.

## Karriere
Nach seinen Anfängen in der Jugend des DJK Otting und des SB Chiemgau Traunstein wechselte er in die Jugendabteilung von Wacker Burghausen. Für seinen Verein bestritt er 20 Spiele in der A-Junioren-Bundesliga, bei denen ihm drei Tore gelangen und sechs Spiele für die zweite Mannschaft in der Bayernliga. Im Sommer 2014 wechselte er zur zweiten Mannschaft des FC Ingolstadt 04 in die Regionalliga Bayern. Nach drei Spielzeiten wechselte er in die Regionalliga Südwest zum 1. FC Saarbrücken. Am Ende der Spielzeit 2017/18 wurde er mit seiner Mannschaft Meister, scheiterte aber in den Aufstiegsspielen zur 3. Liga am TSV 1860 München. Im Sommer 2018 wechselte er zurück in die Regionalliga Bayern zur SpVgg Bayreuth. Nach zwei Spielzeiten wechselte er im Sommer 2018  innerhalb der Liga zum TSV 1860 Rosenheim.
Im Sommer 2022 wechselte er zurück zur SpVgg Bayreuth, die zuvor in die 3. Liga aufgestiegen waren. Seinen ersten Profieinsatz hatte er am 10. August 2022, dem 3. Spieltag, als er bei der 1:4-Auswärtsniederlage gegen den SV Wehen Wiesbaden in der 75. Spielminute für Markus Ziereis eingewechselt wurde.

## Erfolge
1. FC Saarbrücken
- Meister der Regionalliga Südwest: 2017/18